# IC 4748
IC 4748 је лентикуларна галаксија у сазвјежђу Паун која се налази на листи објеката дубоког неба у Индекс каталогу.
Деклинација објекта је - 64° 4' 20" а ректасцензија 18h 42m 45,9s. Привидна величина (магнитуда) објекта IC 4748 износи 13,3 а фотографска магнитуда 14,3. IC 4748 је још познат и под ознакама ESO 103-53, FAIR 181, PGC 62299.